# Brooklyn Zoo
"Brooklyn Zoo" é o single de estreia do rapper americano Ol' Dirty Bastard do álbum Return to the 36 Chambers: The Dirty Version (1995). Ol' Dirty Bastard foi o segundo membro do Wu-Tang Clan a lançar um álbum solo, atrás de Method Man. "Brooklyn Zoo" é o segundo single mais bem sucedido de Ol' Dirty Bastard, atrás de "Got Your Money".
About.com cassificou "Brooklyn Zoo" em #20 lugar em seu Top 100 das Melhores Canções de Rap de Sempre.